# Fluormethan
Fluormethan ist eine bei Raumtemperatur  gasförmige, leicht entzündliche chemische Verbindung aus der Gruppe der Fluorkohlenwasserstoffe.

## Eigenschaften
Das Fluormethanmolekül ist aufgrund der hohen Elektronegativität des Fluor stark polar, was zu einer Löslichkeit von 2,3 g·l−1 Wasser (bei 20 °C) führt. Fluormethan hat eine kritische Temperatur von 44,55 °C, der kritische Druck liegt bei 58,742 bar und die kritische Dichte bei 0,30 kg/l. Die Tripelpunkt-Temperatur liegt bei −137,8 °C, was der Schmelztemperatur entspricht. Seine spezifische Wärmekapazität bei 25 °C beträgt Cp = 38,171 Jmol−1K−1. Die Verbindung hat ein Treibhauspotenzial von 141.

## Verwendung
Fluormethan wird in der Produktion von Halbleitern als Ätzgas und beim Plasmaätzen verwendet. Es wurde auch als Kältemittel eingesetzt.

## Sicherheitshinweise
Fluormethan bildet mit Luft ein explosionsfähiges Gemisch. Durch den fehlenden Geruch ist eine Belastung in der Luft nicht wahrnehmbar. Toxische Auswirkungen auf Organismen sind nicht bekannt. Bei der Verbrennung kann hochgiftiger Fluorwasserstoff entstehen. Wie bei anderen Fluor- und Fluorchlorkohlenwasserstoffen wird eine narkotische Wirkung vermutet.